# Diplocyclos tenuis
Diplocyclos tenuis là một loài thực vật có hoa trong họ Cucurbitaceae. Loài này được (Klotzsch) C.Jeffrey mô tả khoa học đầu tiên năm 1962.